# Вяземский, Владимир Леонидович
Князь Владимир Леонидович Вяземский (с 1938 года — граф Левашов) (8 апреля 1889, Санкт-Петербург — 19 мая 1960, Париж) — журналист, историк, общественный деятель, выдающийся масон.

## Биография
Православный. Из русского княжеского рода, восходящего к смоленской ветви Рюриковичей.
Среднее образование получил в 8 Санкт-Петербургской классической гимназии. Окончил 3 (Гагаринскую) гимназию. В 1910 окончил с дипломом 1 степени императорский Археологический институт, в 1911 году — историко-филологический факультет Санкт-Петербургского ун-та с таким же дипломом. Отказался остаться на кафедре русской истории. По окончании образования по традиции поступил на военную службу на правах вольноопределяющегося в л.-гв. Гусарский полк. В 1912 году домовладелец в Санкт-Петербурге, произведён в офицеры из вольноопределяющихся. В 1912 году по экзамену произведён в корнеты, имел этот чин по 1914 год. Участник Первой мировой войны в составе указанного полка. Участник многих боёв, был контужен, затем вновь возвратился в строй. Имел боевые награды вплоть до ордена св. Владимира 4-й ст. включительно. Старший офицер 6 эскадрона. С 1916 года — поручик. В 1917 году — штабс-ротмистр. Дослужился до чина ротмистра л.-гв. Гусарского полка. После развала фронта и убийства солдатами брата оставил в сентябре 1917 года службу. Владелец имения Лотарево в Усманском уезде Тамбовской губернии. В 1918 году занимался коннозаводством, в том числе в Рязанской и Тамбовской губерниях. Из-за большевистского террора покинул Москву и через Украину пробрался в Крым к.

## Эмиграция
Весной 1919 года эмигрировал (эвакуирован) на Мальту. С лета 1919 года жил с семьёй в Париже. Первоначально занимался случайным трудом, затем приглашён управляющим конным заводом и скаковой конюшней Л. А. Манташева, где служил по 1924 год. Участвовал в устройстве ипподрома в Анжьене, департамент Приморская Сена. 29 декабря 1925 года избран в правление «Русского очага» во Франции. В 1937 году сотрудничал с Союзом галлиполийцев. Актёр-любитель. Музыкант, ученик виолончелиста А. И. Вержбиловича. Историк, в том числе масонства, переводчик. Журналист, сотрудничал в «Последних новостях», «Русской мысли»; вёл отдел скачек. Собрал в Париже уникальную библиотеку о происхождении чистокровных лошадей. В 1939 году мобилизован, затем находился в Лиможе. Лейтенант французской армии. В 1940 году переводчик при французском премьер-министре П. Рейно. Во время оккупации Франции фашистами находился в Бордо. С 31 мая 1958 года — член ревизионной комиссии Общества бывших студентов (Объединения бывших воспитанников) Санкт-Петербургского университета. Имел прозвище Аджика.
Скончался 19 мая 1960 года, в Париже. Похоронен на Кладбище Сент-Женевьев-де-Буа.

## В масонстве
Посвящен в степень ученика в парижской русской ложе «Астрея» № 500 ВЛФ, по рекомендации Макшеева, Слиозберга и Кандаурова, после опроса, проведенного Соколовым, Мамонтовым и Мордвиновым 14 октября 1922 года. Возвышен в степень подмастерья 10 февраля 1923 года, возведён в степень мастера-масона 24 февраля 1923 года. Второй страж и председатель судебной комиссии в 1925 году. Первый страж в 1926 году. Досточтимый мастер в 1927—1929, 1931, 1946 и в 1957 годах. Оратор в 1937 и в 1951—1952 годах. Первый депутат ложи в 1937—1938 годах, выходил в отставку с этой должности 25 февраля 1937 года. Вновь присоединён к ложе 19 октября 1954 года. Почётный управляющий мастер до кончины.
Член-основатель ложи «Северное сияние» № 523 Великой ложи Франции. Секретарь ложи со дня основания. Архивист в 1926—1927 годах. Привратник и хранитель печати в 1927 году. Знаменосец в 1928—1929 годах. Вышел в отставку из ложи 22 июня 1929 года.
Посвящён в степень Тайного мастера (4 гр.) в ложе совершенствования «Друзья любомудрия» 26 июня 1928 года. Депутат ложи в Федеральном совете в 1934—1935 годах. Член ложи по 1958 год.
Посещал заседания капитула (18 гр.) «Астрея» № 495. Член капитула по 1936 год.
Член ареопага (30 гр.) «Ordo ab Chao» № 639 с 1936 года. Вновь присоединён 9 июля 1945 года. Знаменосец в 1946 году, великий мастер в 1947 году, великий приор в 1953 году. Член ареопага по 1956 год.
Член консистории (32 гр.) «Россия» № 536 в 1931—1936 годах.
Русский совет 33 степени. Член совета со дня основания. Знаменосец в 1937—1938 годах. Страж в 1939 году. Член совета по 1958 год.

## Семья
- Отец: Леонид Дмитриевич (19.08.1848 — 24.11.1909), генерал от кавалерии, член Государственного совета.
- Мать: графиня Левашова Мария Владимировна (05.03.1859 — 24.09.1938) — дочь генерала от артиллерии, после её кончины к Вяземскому перешло имя и титул графов Левашовых.
- Братья и сестра:
  - Борис (26.09.1883 — 24.08.1917) — титулярный советник, предводитель Усманского дворянства, член совета МВД России, женат на графине Елизавете Дмитриевне Шереметевой, убит 24 августа 1917 года на станции Грязи бунтовавшими солдатами.
  - Дмитрий (12.11.1884 — 02.03.1917) — коллежский секретарь, камер-юнкер, начальник 17-го передового санитарного отряда, женат на графине Александре Павловне Шуваловой, умер от ран 2 марта 1917 года.
  - Лидия (28.05.1886 — 01.11.1948), мемуаристка, жена князя Иллариона Сергеевича Васильчикова.
- 1-я жена (с 1912) — София Ивановна Воронцова-Дашкова, внучка И. И. Воронцова-Дашкова. Дети:
  - Нина (21.09.1913 — 01.08.1991), вышла замуж за Алексея Никитича Татищева (сын московского губернатора Н. А. Татищева), с 27.06.1972 в разводе, начальница отдела публицистики «Юниверсал фильм»;
  - Иван (12.12.1915 — 08.01.1964), работал в международных организациях во Франции, был женат на Клер Мориак дочери писателя Ф. Мориака.
- 2-я жена (с 07.08.1959) — Каринская Елена Маргерита (р. 15.11.1899), в 1-м браке Фрей.